# Провіденціалізм
Провіденціалізм (від лат. providentia «провидіння», «передбачення») — релігійно-філософське спрямування, згідно з яким розвиток суспільства, джерела і рушії його просування та кінцева мета загалом визначаються таємними, зовнішніми у відношенні до історичного процесу силами — провидінням (Богом).
Провіденціалізм властивий майже всім релігійним системам, у філософії — багатьом ідеалістичним теоріям, середньовічній історіографії та схоластиці, де історичний процес розуміється як шлях до есхатологічного Царства Божого. Такі погляди на процеси, яким притаманний розвиток, зокрема історію часто призводять до фаталізму.

## Історія та розвиток провіденціалістських ідей у філософії та історіографії
Як напрямок філософії та історіографії провіденціалізм зародився у добу раннього феодалізму і полягав у розумінні світової історії як частини біблейської священної історії, про що писали у своїх роботах християнські філософи Євсевій Кесарійський та Ієронім Стридонський у IV столітті.
Релігійний філософ IV–V століть Августи́н «Блаженний» розвинув провіденціалізм історичний, наголошуючи на тому, що увесь історичний процес розвивається за Божим промислом, з Божої волі та за тільки йому відомим планом. Кінцевою метою, вінцем історичного процесу є настання Царства Божого. Саме Августину належить християнська періодизація історії, реліктом якої — поділ історії на епоху до нашої ери і нашу еру, користуємось ми дотепер.
За розвинутого феодалізму провіденціалізм стає пануючою ідеологічною концепцією, і найповніше розкритий у роботах Фоми Аквінського (ХІІІ століття).
Провіденціалістськими були погляди візантійських схоластів, які мали значний вплив на давньоруських хронікерів-літописців, надалі — на середньовічних українських філософів київської школи.
У XVII столітті у Новий час осучаснену версію провіденціалізму розробив французький мислитель Жак Босюе.
У XVIII–XIX століттях провіденціалізм представлений в ідеалістичних концепціях західних філософів. Зокрема, найвідоміший з них — Ґеорґ Геґель писав у своїй «Філософії права»: «…провидіння, і саме божественне провидіння, управляє світопорядком». У царській Росії провіденціалізм представлений у творах російських слов'янофілів.
У наш час ідеї провіденціалізму розвивають представники філософської школи неотомізму, відчутний він також у творчості екзистенціалістів, зокрема, Мартіна Гайдеґґера. Сучасна релігійна філософія, особливо католицька намагається поєднати провіденціалізм зі свободою людської волі.

## Широке значення термінапровіденціалізм
Термін провіденціалізм вживається й у ширшому значенні — на позначення концепцій, в яких будь-які зміни (не тільки історичні) тлумачаться у прив'язці до задуму, першоїдеї, і знов таки пояснюються божим провидінням (Телеологія).